# Dulichia wolffi
Dulichia wolffi är en kräftdjursart som beskrevs av Diana R. Laubitz 1977. Dulichia wolffi ingår i släktet Dulichia och familjen Podoceridae. Inga underarter finns listade i Catalogue of Life.